# Pismo jawi

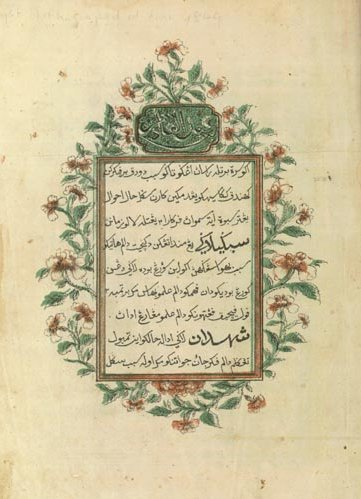
Strona w piśmie jawi

Pismo jawi (جاوي), yawi – wariant pisma arabskiego używany historycznie do zapisu języka malajskiego i innych języków w regionie Azji Południowo-Wschodniej. Służył do zapisywania takich języków jak: aceh, minangkabau, bandżar, ternate, tausug i maguindanao.
Ukształtowało się wraz z nadejściem islamu (XIV–XV w.). Pismo jawi zostało w dużej mierze wyparte przez alfabet łaciński, zyskujący na znaczeniu od XVII wieku. W pewnym zakresie zachowało się w sułtanacie Brunei i w Malezji, lecz nie ma charakteru prymarnego. Bywa wykorzystywane w niektórych publikacjach. W Brunei pismo jawi uchodzi za element tożsamości narodowej i jego użycie obowiązuje w przestrzeni publicznej (na znakach drogowych, billboardach i szyldach). Dodatkowo ma stosunkowo silną pozycję wśród ludności malajskiej w południowej Tajlandii.
Najwcześniejszym przykładem użycia pisma jawi jest XIV-wieczna inskrypcja z Terengganu. Najstarsze dokumenty w piśmie jawi to dwa listy sułtana Ternate, zaadresowane do króla Portugalii (1520–1521).
Obecnie jest jednych z dwóch oficjalnych systemów pisma w Brunei i Malezji. Pozostaje również w użyciu w regionie Pattani w Tajlandii (do zapisu malajskiego pattani, obok pisma tajskiego) oraz w stanie Kelantan w Malezji.